# Мюнстер 42
Мюнстер 42 (нем. Fernmeldeturm Münster 42) — железобетонная телевизионная и радиовещательная башня, расположенная в городе Мюнстер (федеральная земля Северный Рейн — Вестфалия). Используется для размещения антенн аналогового телевидения, антенн DVB-T, радиослужб УКВ-диапазона. Также башня служит для обеспечения радиорелейной связи в регионе Мюнстер-Билефельд-Шверте-Хальтерн-ам-Зее.

 Башня «Мюнстер 42» является точной копией телевизионной башни в Киле (de:Fernmeldeturm Kiel), построенной в 1975 году по проекту архитекторов Герхарда Крайзеля (нем. Gerhard Kreisel) и Гюнтера Мюллера (нем. Günter H. Müller).

## Технические характеристики[1][2]
- Высота антенны — 222,50 м
- Высота крыши — 207,5 м

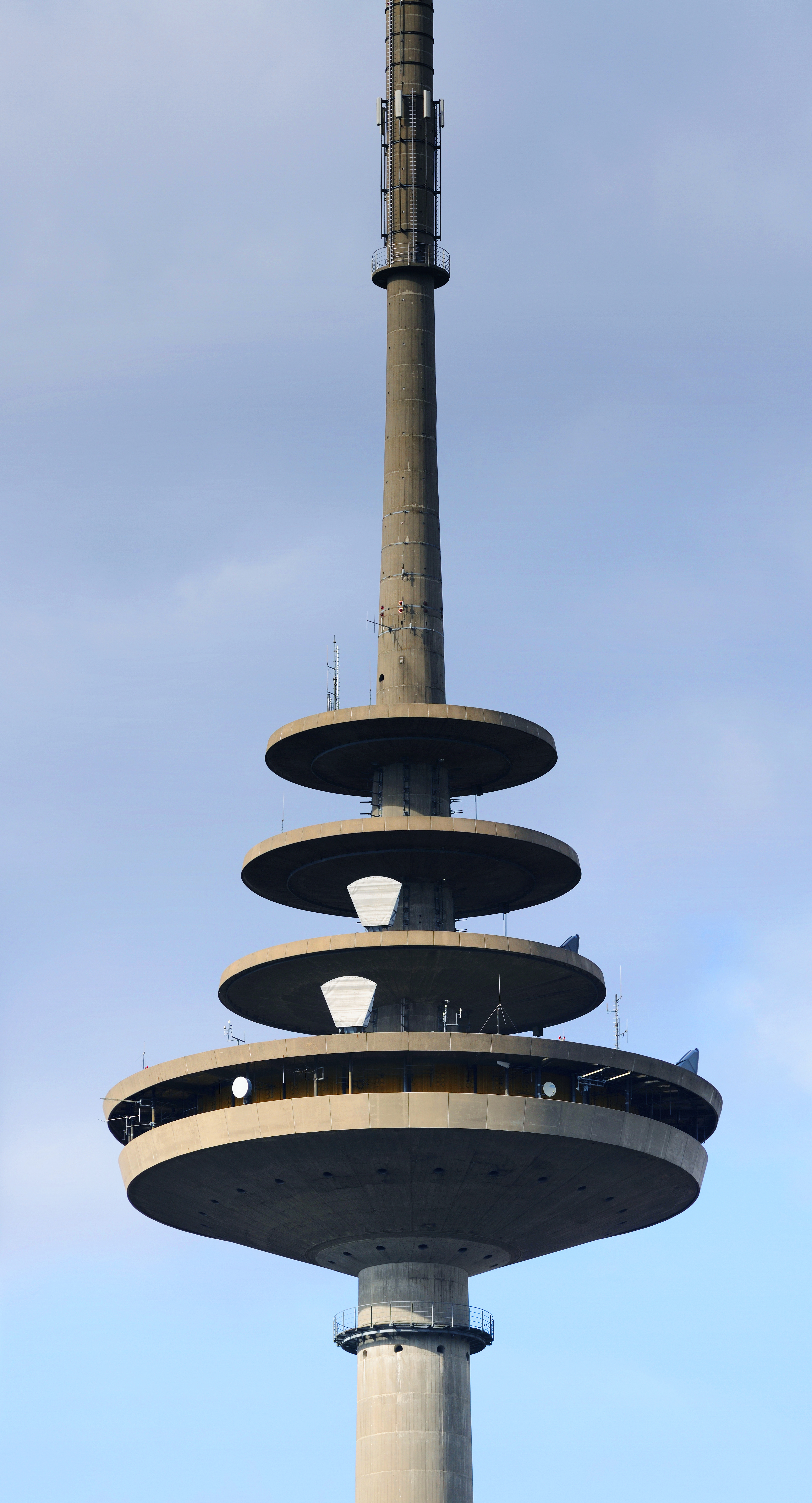
«Корзина» и платформы башни

- Высота нижней точки «корзины» — 108 м
- Диаметр «корзины» (в верхней части) — 40,12 м
- Диаметр нижней платформы — 24,96 м
- Диаметр средней платформы — 21,96 м
- Диаметр верхней платформы — 18,96 м
- Диаметр «ствола» в нижней части — 13,5 м
- Диаметр «ствола» в верхней части — 2 м
- Толщина стенки «ствола» — 0,8 м
- Общий вес — 14000 т
- Глубина заложения фундамента — 8,3 м
- Диаметр фундамента — 22,0 м
- Масса фундамента — 3500 т